# 北海道開発法
北海道開発法（ほっかいどうかいはつほう、昭和25年5月1日法律第126号）は、北海道における資源の総合的な開発に関する法律である。
制定当時は北海道開発庁の設置規定も含んでいた。

## 構成
- 第1条（目的）
- 第2条（北海道総合開発計画）
- 第3条（関係地方公共団体の意見の申出等）
- 第4条（国土審議会の調査審議等）
- 附則